# Berezyna (stacja kolejowa)
Berezyna (biał. Бярэзіна; ros. Березина) – stacja kolejowa w miejscowości Bobrujsk, w obwodzie mohylewskim, na Białorusi. Położona jest na linii Homel - Żłobin - Mińsk.
Stacja powstała w XIX w. na linii Kolei Libawsko-Romieńskiej, pomiędzy stacjami Bobrujsk a Kowale. Nazwa pochodzi od wsi Berezyna, w której stacja powstała (później została ona wchłonięta przez Bobrujsk).